# 아마존 이브
아마존 이브(영어: Amazon Eve, 1979년 2월 23일 ~ )은 미국의 배우이자 트랜스 모델이다.